# Gary Brozenich
Gary Brozenich é um especialista em efeitos especiais americano. Como reconhecimento, foi nomeado ao Oscar 2014 na categoria de Melhores Efeitos Visuais por The Lone Ranger.